# Joseph Wear
Joseph Walker Wear (Saint Louis, Missouri, Estats Units, 27 de novembre de 1876 − Filadèlfia, Pennsilvània, 4 de juny de 1941) fou un tennista estatunidenc, guanyador d'una medalla olímpica en els Jocs Olímpics de St. Louis de 1904 amb Allen West com a parella.
A part de la medalla olímpica, Wear fou cinc vegades campió de dobles dels Estats Units amb Jay Gould II com a parella. Posteriorment fou vicepresident de la USLTA (1936-1941), president del comitè de la Copa Davis (1928-1931) i fins i tot fou capità de l'equip estatunidenc en l'edició de 1935.
El seu germà Arthur Wear també va competir en els Jocs Olímpics en la prova de dobles masculins de tennis però amb parelles diferents. Ambdós germans van guanyar la medalla de bronze, ja que en aquella època no es disputava final de consolació i es guardonaven les dues parelles semifinalistes.

## Jocs Olímpics

### Dobles
| Any  | Campionat                                | Parella    | Oponents | Resultat |
| ---- | ---------------------------------------- | ---------- | -------- | -------- |
| 1904 | Jocs Olímpics, Saint Louis, Estats Units | Allen West |          |          |